# San Vicente de Moravia
San Vicente de Moravia är en ort i Costa Rica.   Den ligger i provinsen San José, i den centrala delen av landet, 5 km nordost om huvudstaden San José. San Vicente de Moravia ligger 1 240 meter över havet och antalet invånare är 34 447.
Terrängen runt San Vicente de Moravia är kuperad åt nordost, men åt sydväst är den platt. Runt San Vicente de Moravia är det mycket tätbefolkat, med 1 221 invånare per kvadratkilometer. Närmaste större samhälle är San José, 4,9 km sydväst om San Vicente de Moravia. Omgivningarna runt San Vicente de Moravia är en mosaik av jordbruksmark och naturlig växtlighet.